# Tororo (district)
Tororo is een district in het oosten van Oeganda.

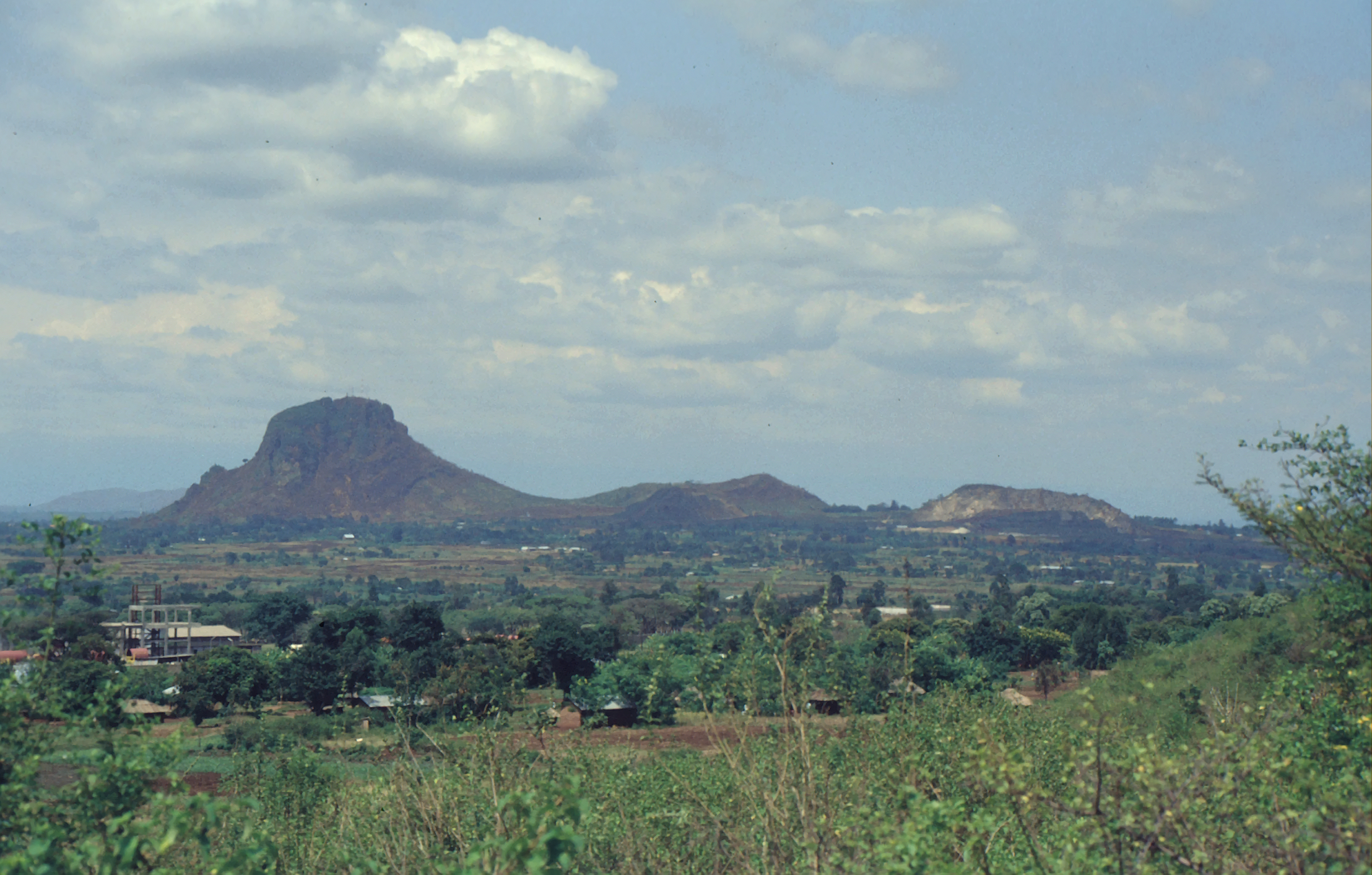
Tororo Rock nabij de stad Tororo

Tororo telt 398.601 inwoners.